# Outlawed
Outlawed är det fjärde fullängdsalbumet av det amerikanska metalbandet Attila. Albumet släpptes den 16 augusti genom Artery Recordings. Det är bandets andra album att släppas av skivbolaget. Vid släppet nådde den plats 87 på Billboard 200 och sålde 4,700 kopior under den första veckan.
Albumet är det första att produceras av Joey Sturgis, som tidigare jobbat med band som The Devil Wears Prada, We Came as Romans, Asking Alexandria och Miss May I.

## Låtlista
| Nr           | Titel                 | Längd |
| ------------ | --------------------- | ----- |
| 1.           | Outlawed              | 2:01  |
| 2.           | Light Me Up           | 3:03  |
| 3.           | Nothing Left to Say   | 3:02  |
| 4.           | Another Round         | 2:38  |
| 5.           | Nasty Mouth           | 3:28  |
| 6.           | Smokeout              | 2:41  |
| 7.           | Holler at Ya Boy      | 3:25  |
| 8.           | Sex, Drugs & Violence | 2:49  |
| 9.           | White Lightning       | 2:59  |
| 10.          | Payback               | 3:34  |
| Total längd: | Total längd:          | 29:40 |

## Personal
Attila
- Chris Fronzak - sång
- Nate Salameh - gitarr
- Chris Linck - gitarr
- Chris Comrie - elbas
- Sean Heenan - trummor, slagverk

Produktion
- Joey Sturgis - Ljudåtergivning, mixning och mastering
- Mike Milford - A&R, ledning och layout
- Matt Andersen - Booking